# 诺莱 (科多尔省)
诺莱（法語：Nolay，法語發音：[nɔlɛ]），法国东部市镇，位于勃艮第-弗朗什-孔泰大区科多尔省，隶属于博讷区，其市镇面积为14.3平方公里，2022年1月1日时人口数量为1,419人，在法国城市中排名第7,311位。
诺莱位于科多尔省南部，科扎讷河畔，其南侧与索恩-卢瓦尔省接壤，是一个区域性的中心市镇，连接第戎和讷韦尔之间的干线公路由此通过。法国数学家拉扎尔·卡诺出生于诺莱，当地建有其雕像及故居纪念馆。

## 地名来源
诺莱的地名来源尚有待考证，一般认为“Nolay”与法语单词“noyers”有一定的关联。法国涅夫勒省及西班牙、荷兰境内亦有以“Nolay”命名的市镇，此外“Nolay”也是荷兰的一个姓氏。

## 历史

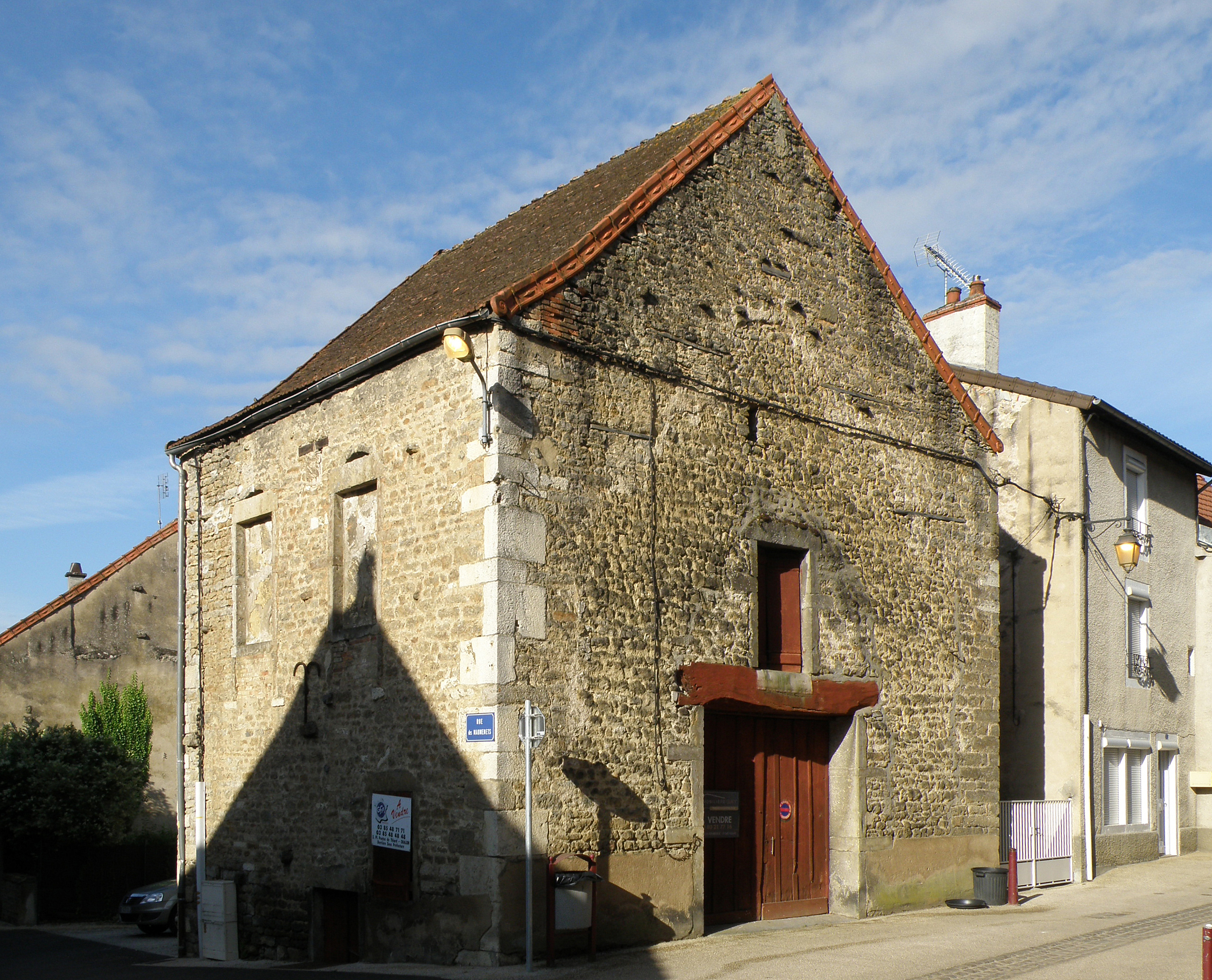
一处历史民居

诺莱的早期历史尚不清楚。根据当地官方网站的论述，诺莱境内的尚潘（Champain）发现有史前时期的巨石阵遗迹。图尔的马丁曾于公元376年翻越诺莱附近的山丘，当地此后兴建的教堂以“圣马丁”命名。中世纪时，诺莱长期为勃艮第公国的一部分。1224年，勃艮第领主厄德一世（Eudes Ier de Montagu）为诺莱颁布市镇自由贸易宪章，此后该地逐渐成为欧坦和博讷道路上的一个商贸驿站。1388年，领主埃特拉博讷的纪尧姆（Guillaume d'Etrabonne）修建了诺莱集市大堂。宗教战争期间，诺莱圣马丁教堂曾遭到破坏，该建筑于17世纪初得到重建。法国大革命后，诺莱成为科多尔省的一个市镇。工业革命期间，诺莱曾出现了瓦窑和药厂。1870年，途径诺莱的埃唐—桑特奈铁路建成通车，该铁路因1981年建成的东南高速铁路而中断，后于2020年3月全线废弃。
在行政区划沿革方面，诺莱在1801至2015年间为诺莱县的县治。1973年，锡雷（Cirey）整体并入诺莱。

## 地理

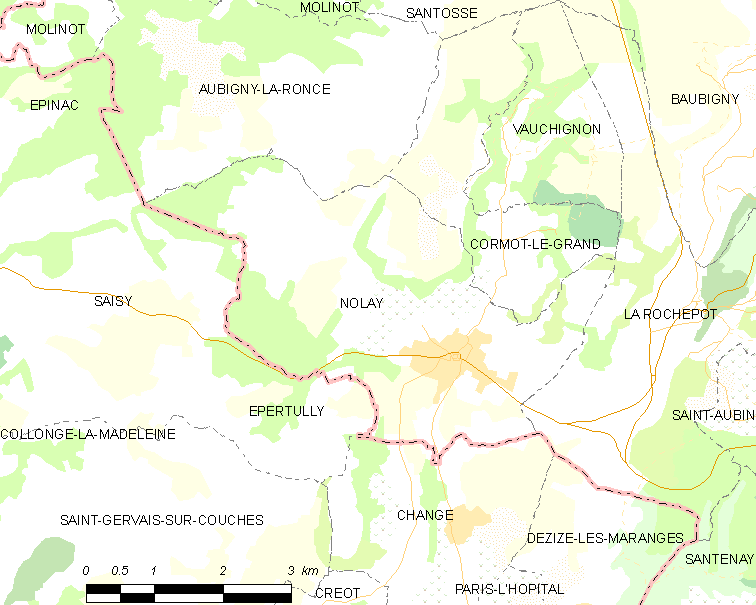
诺莱市镇范围地图

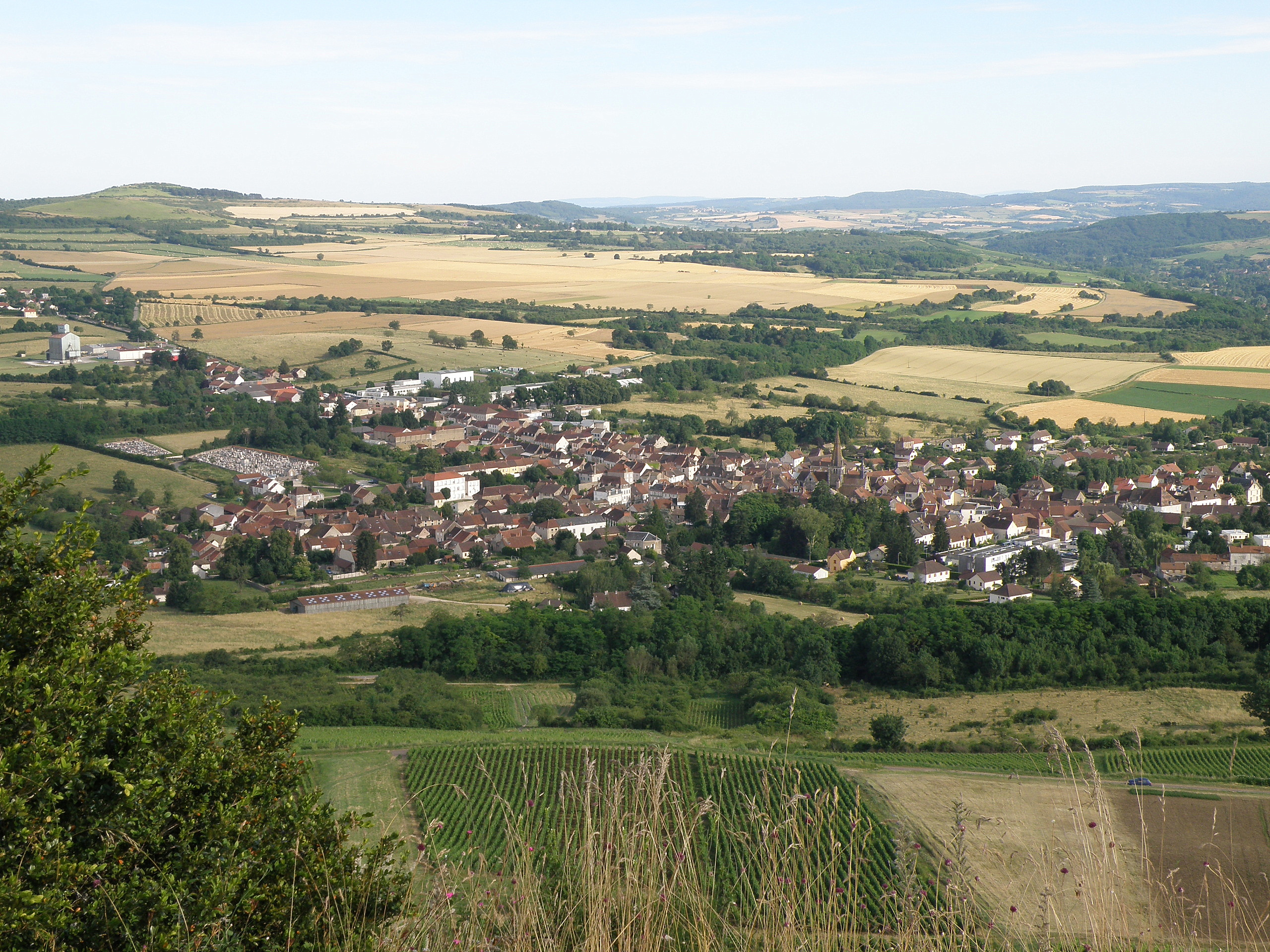
远眺诺莱全景

诺莱位于法国东部，勃艮第-弗朗什-孔泰大区中部和科多尔省南部，距离省会第戎大约68公里。与诺莱接壤的市镇包括：欧比尼拉龙斯、科尔莫-沃希尼翁、赛西、埃佩尔蒂利、拉罗什波和尚日。

### 地形
诺莱位于科多尔高原与莫尔旺山之间的过渡地带，境内以浅丘和丘陵为主，市镇中心地势较为平坦，市区外围的北、东、西三面为丘陵地貌，全境海拔在297到542米之间。

### 水文
诺莱位于罗讷河流域范围内，科扎讷河自北向南流经镇中心，该河水量较小，部分河段被人工建筑物覆盖；布吕耶尔溪（ruisseau de Bruyère）自西北向东南流经市区西南部，该河上建有一处人工水坝，其后方形成诺莱湖（Lac de Nolay）。

### 植被
诺莱属于温带阔叶混交林区，市政厅附近开辟有城市绿地，林地多分布于市区外围的河流及谷地地带。
在鲜花城市的评比中，诺莱被评为1星级鲜花城市。

### 气候
诺莱在柯本气候分类法中属于带有大陆性特征的温带海洋性气候（Cfb）。
距离诺莱最近的常年气象站位于拉罗什波境内，以下为该气象站的数据（其中日照数据取自第戎气象站）：
| 拉罗什波 1981年－2019年 | 拉罗什波 1981年－2019年 | 拉罗什波 1981年－2019年 | 拉罗什波 1981年－2019年 | 拉罗什波 1981年－2019年 | 拉罗什波 1981年－2019年 | 拉罗什波 1981年－2019年 | 拉罗什波 1981年－2019年 | 拉罗什波 1981年－2019年 | 拉罗什波 1981年－2019年 | 拉罗什波 1981年－2019年 | 拉罗什波 1981年－2019年 | 拉罗什波 1981年－2019年 | 拉罗什波 1981年－2019年 |
| 月份                    | 1月                     | 2月                     | 3月                     | 4月                     | 5月                     | 6月                     | 7月                     | 8月                     | 9月                     | 10月                    | 11月                    | 12月                    | 全年                    |
| ----------------------- | ----------------------- | ----------------------- | ----------------------- | ----------------------- | ----------------------- | ----------------------- | ----------------------- | ----------------------- | ----------------------- | ----------------------- | ----------------------- | ----------------------- | ----------------------- |
| 历史最高温 °C（°F）     | 14.5 (58.1)             | 20 (68)                 | 23.5 (74.3)             | 28.5 (83.3)             | 32 (90)                 | 36 (97)                 | 37.5 (99.5)             | 39 (102)                | 34 (93)                 | 28.5 (83.3)             | 21.1 (70.0)             | 17.5 (63.5)             | 39 (102)                |
| 平均高温 °C（°F）       | 4.4 (39.9)              | 6.2 (43.2)              | 10.8 (51.4)             | 14.4 (57.9)             | 18.9 (66.0)             | 22.5 (72.5)             | 25.2 (77.4)             | 24.6 (76.3)             | 20.1 (68.2)             | 14.8 (58.6)             | 8.5 (47.3)              | 5.1 (41.2)              | 14.6 (58.3)             |
| 日均气温 °C（°F）       | 1.6 (34.9)              | 2.6 (36.7)              | 6.3 (43.3)              | 9.2 (48.6)              | 13.5 (56.3)             | 16.8 (62.2)             | 19.3 (66.7)             | 18.8 (65.8)             | 14.9 (58.8)             | 10.7 (51.3)             | 5.3 (41.5)              | 2.4 (36.3)              | 10.1 (50.2)             |
| 平均低温 °C（°F）       | −1.3 (29.7)             | −1 (30)                 | 1.7 (35.1)              | 4 (39)                  | 8.2 (46.8)              | 11.2 (52.2)             | 13.3 (55.9)             | 13 (55)                 | 9.7 (49.5)              | 6.6 (43.9)              | 2.1 (35.8)              | −0.3 (31.5)             | 5.6 (42.1)              |
| 历史最低温 °C（°F）     | −21 (−6)                | −20 (−4)                | −14.5 (5.9)             | −5.5 (22.1)             | −3 (27)                 | 1.5 (34.7)              | 4 (39)                  | 0 (32)                  | 0 (32)                  | −6 (21)                 | −11 (12)                | −18 (0)                 | −21 (−6)                |
| 平均降水量 mm（）       | 67.6 (2.66)             | 56.2 (2.21)             | 55.1 (2.17)             | 68.2 (2.69)             | 82.9 (3.26)             | 72.5 (2.85)             | 65.9 (2.59)             | 59.6 (2.35)             | 71.3 (2.81)             | 81.3 (3.20)             | 81.9 (3.22)             | 74.8 (2.94)             | 837.3 (32.96)           |
| 月均日照時數            | 63.9                    | 94.4                    | 151.3                   | 185.4                   | 212.3                   | 239.1                   | 248.3                   | 233.6                   | 181.3                   | 117.2                   | 67.8                    | 54.2                    | 1,848.8                 |
| 来源：infoclimat.fr     |                         |                         |                         |                         |                         |                         |                         |                         |                         |                         |                         |                         |                         |

## 行政区划
诺莱的市镇编号为21461，邮政编号为21340。
在行政管理方面，诺莱隶属于法国勃艮第-弗朗什-孔泰大区科多尔省博讷区；在地方选举方面，诺莱隶属于阿尔奈勒迪克县，其市镇范围全境被划入科多尔省第五选区；在社会管理方面，诺莱是博讷城市圈公共社区的组成部分。
截至2023年9月，诺莱市镇范围内暂无任何城市敏感街区及城市政策优先街区。
法国国家统计与经济研究所（简称）在进行数据统计时，未将诺莱划入任何城市核心区（Unité urbaine）、城市区（Aire urbaine）及城市辐射区（Aire d'attraction）。此外，还将诺莱市镇整体看作一个“块区”（IRIS），以便于统计人口分布情况。

## 交通

### 公路
科多尔省省道D33线、D111E线、D111J线和D973线在诺莱境内交汇。勃艮第-弗朗什-孔泰大区下属的城际客运提供途径诺莱的城际巴士线路，可前往博讷、第戎、欧坦、索恩河畔沙隆等地。
| 24.1 | 22 |

| 第戎 | 66 |

| 博讷 | 22 |

| 拉罗什波 | 5 |

2019年，57.4%的诺莱家庭拥有至少一辆私人汽车。2020年，诺莱境内共发生各类交通事故1起，造成1人遇难。

### 铁路

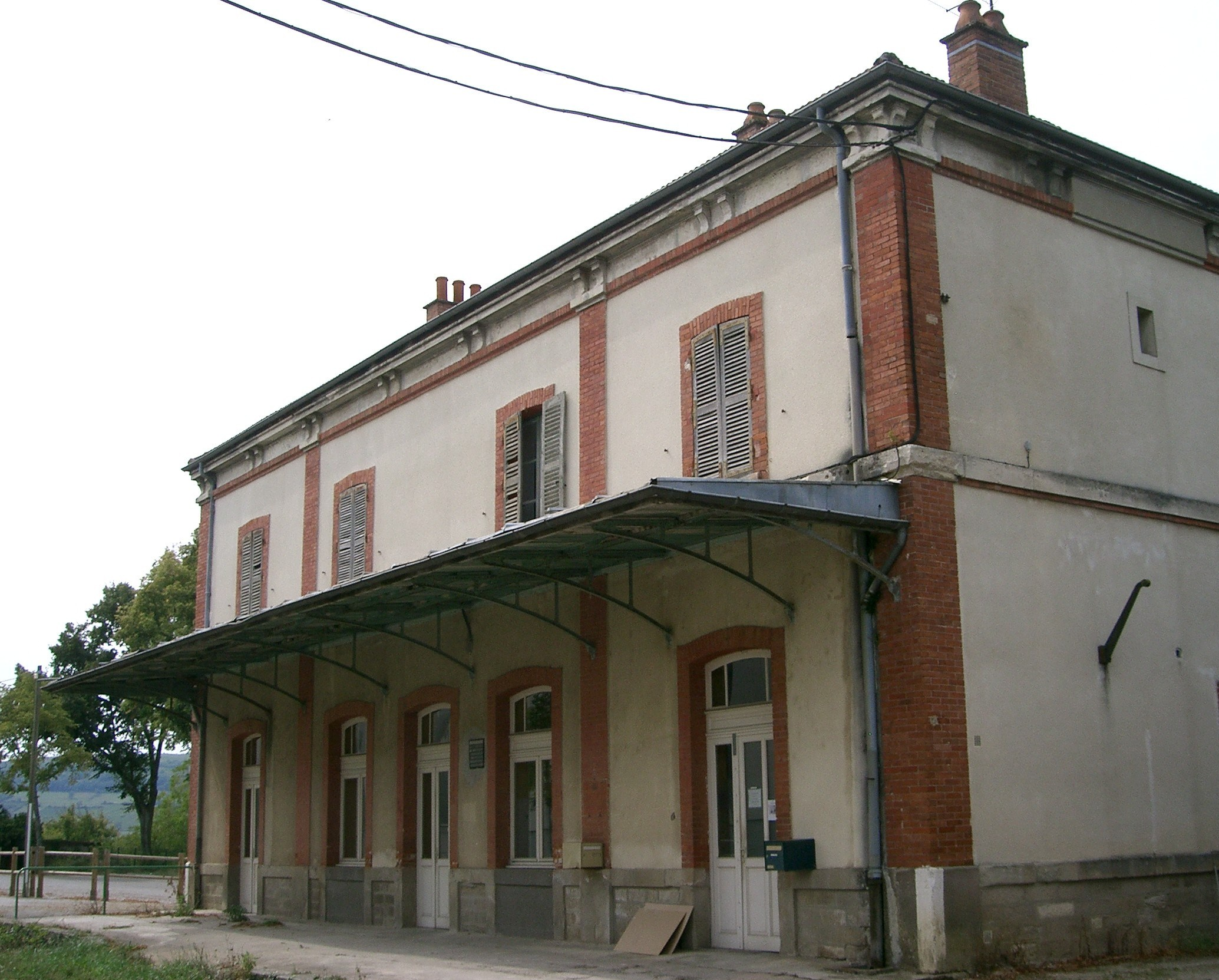
诺莱火车站旧址

诺莱位于埃唐—桑特奈铁路上，该铁路已于20世纪末逐渐废弃。
距离诺莱最近的运营中的客运铁路车站为10公里外的桑特奈莱班站，该站停靠往返于索恩河畔沙隆和蒙沙南一线的区域列车。

### 航空
距离诺莱最近的民用航空站为75公里外的多勒机场。

### 城市公共交通
诺莱是博讷城市公共交通（商业名称为“Côte&Bus”）的服务覆盖范围。截至2024年11月，该系统共包括4条市区公交线路和5条郊区线路，其中公交20路经过了诺莱市区。

## 政治

### 市政内阁

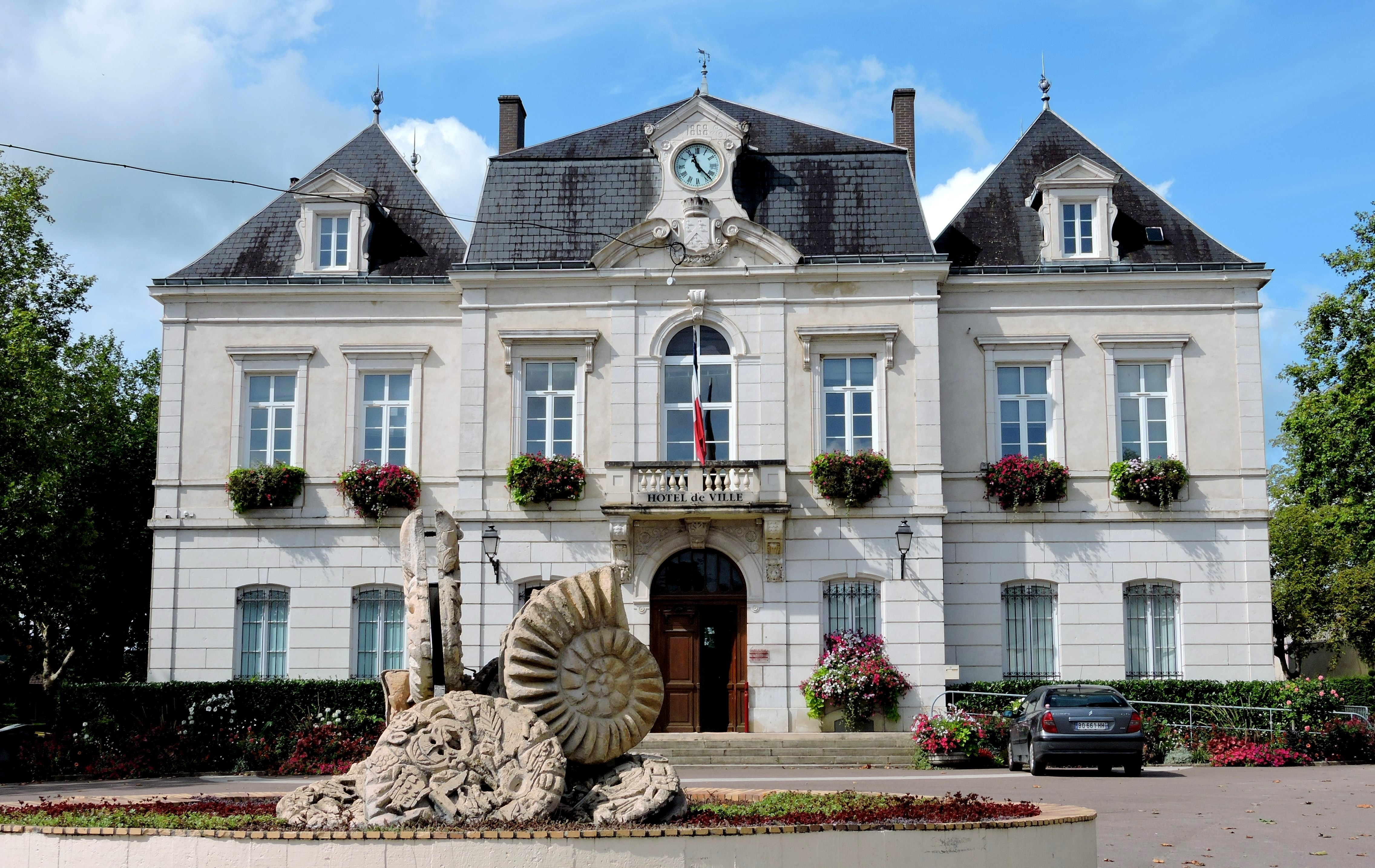
诺莱市政厅

诺莱的现任市长为让·帕斯卡·莫南先生（Jean Pascal MONIN），他是一名无党派人士，在2020年的市政选举中获得了52.31%的支持率。
| 诺莱历届市长           | 诺莱历届市长                      | 诺莱历届市长 |
| 任期                   | 市长                              | 党派         |
| ---------------------- | --------------------------------- | ------------ |
| （1989年以前资料暂缺） |                                   |              |
| 1989年－2008年         | Pierre BARBIERY 皮埃尔·巴尔比埃里 | PS社会党     |
| 2008年－2014年         | Jean Pascal MONIN 让·帕斯卡·莫南  | 無黨籍       |
| 2014年－2020年         | Jérôme FLACHE 热罗姆·弗拉什       | PS社会党     |
| 2020年－               | Jean Pascal MONIN 让·帕斯卡·莫南  | 無黨籍       |

### 各级选举
| 诺莱历届投票选举结果 | 诺莱历届投票选举结果 | 诺莱历届投票选举结果 | 诺莱历届投票选举结果 | 诺莱历届投票选举结果          | 诺莱历届投票选举结果 | 诺莱历届投票选举结果 | 诺莱历届投票选举结果          | 诺莱历届投票选举结果 | 诺莱历届投票选举结果 |
| 选举项目             | 选举范围             | 选区单位             | 选区单位内的选举结果 | 选区单位内的选举结果          | 选区单位内的选举结果 | 选区单位内的选举结果 | 选区单位内的选举结果          | 选区单位内的选举结果 | 参考资料             |
| 选举项目             | 选举范围             | 选区单位             | 第一轮胜出者         | 第一轮胜出者                  | 支持率               | 第二轮胜出者         | 第二轮胜出者                  | 支持率               | 参考资料             |
| -------------------- | -------------------- | -------------------- | -------------------- | ----------------------------- | -------------------- | -------------------- | ----------------------------- | -------------------- | -------------------- |
| 2017年法國總統選舉   | 法國                 | 市镇                 |                      | 玛丽娜·勒庞                   | 27.42%               |                      | 埃马纽埃尔·马克龙             | 57.06%               | [ 23 ]               |
| 2017年法国立法选举   | 科多尔省第五选区     | 市镇                 |                      | 迪迪埃·帕里                   | 28.52%               |                      | 迪迪埃·帕里                   | 54.78%               | [ 23 ]               |
| 2019年欧洲议会选举   | 法國                 | 市镇                 |                      | 若尔丹·巴尔代拉               | 27.22%               | （不适用）           | （不适用）                    | （不适用）           | [ 25 ]               |
| 2021年法国省级选举   | 科多尔省             | 县                   |                      | 伊萨贝尔·科尼亚尔 皮埃尔·波约 | 48.15%               |                      | 伊萨贝尔·科尼亚尔 皮埃尔·波约 | 60.4%                | [ 26 ]               |
| 2021年法国省级选举   | 科多尔省             | 市镇                 |                      | 伊萨贝尔·科尼亚尔 皮埃尔·波约 | 47.81%               |                      | 伊萨贝尔·科尼亚尔 皮埃尔·波约 | 63.17%               | [ 26 ]               |
| 2021年法国大区选举   |                      | 市镇                 |                      | 朱利安·奥杜尔                 | 25.17%               |                      | 玛丽-吉特·迪费                | 36.6%                | [ 27 ]               |
| 2022年法国总统选举   | 法國                 | 市镇                 |                      | 玛丽娜·勒庞                   | 29.24%               |                      | 埃马纽埃尔·马克龙             | 51.52%               | [ 23 ]               |
| 2022年法国立法选举   | 科多尔省第五选区     | 市镇                 |                      | 迪迪埃·帕里                   | 23.84%               |                      | 迪迪埃·帕里                   | 53.68%               | [ 23 ]               |

## 人口
2020年，诺莱市镇人口数量为1,426，在法国排名第7,311位。其中男性702人，女性733人，75岁及以上人口占11.9%，外籍人口数量为38人，人口密度为100人/平方公里，当地居民被称为（男性）或（女性）。2020年，诺莱境内出生9人，死亡人口38人。
| 诺莱1901年－2020年人口变化情况 |
|                                |
| 数据来源：Cassini、INSEE       |

## 经济

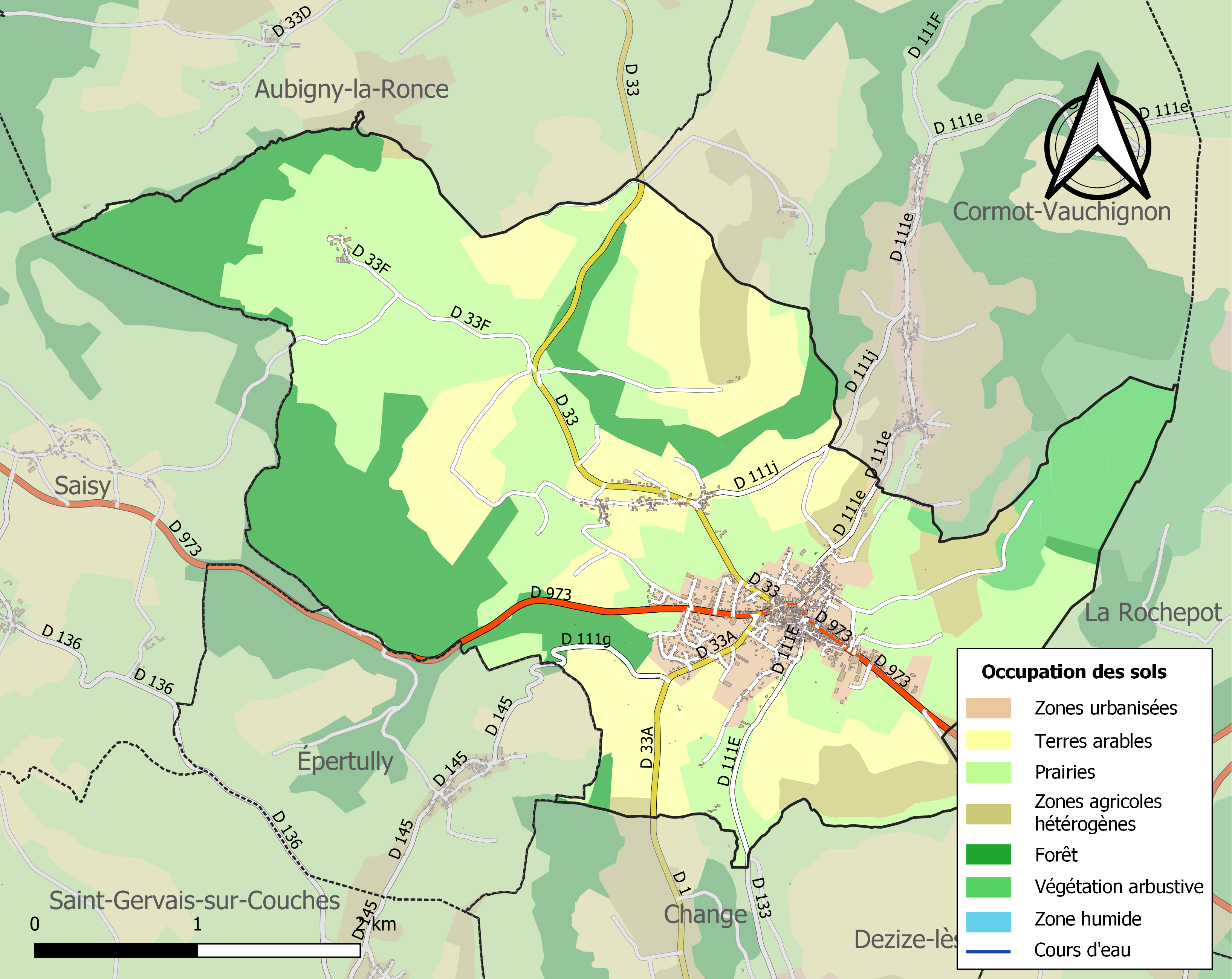
诺莱土地利用情况地图

诺莱是一个区域性的中心市镇。截至2023年9月，诺莱市镇范围内共有各类用人单位（包含自雇）268家，平均历史为17年，均为中小型企业（PME），2023年7月至9月间，当地的经济活力指数为0.37%。 （液压器械生产）、（网络销售）及（企业管理）是当地2021年营业额最高的三个企业，分别为28,691,205欧元、3,444,864欧元和366,797欧元。

## 财政与居民收入
2021年，诺莱的财政收入总额为1,494,840欧元，财政支出总额为1,139,590欧元，当年的债务总额为563,970欧元。2021年，诺莱市镇通过增值税获得29,880欧元的收入，此外当地还共获得了60,490欧元的国家直接财政补助。
2019年，诺莱的人均月收入总额为1,891欧元，低于法国平均水平（2,303欧元）。
2020年，诺莱境内的青壮年（15至64岁）失业率为11.0%；2022年，当地36.8%的家庭拥有纳税资格，平均纳税1,754欧元，低于法国平均水平（4,393欧元）。

## 社会事务

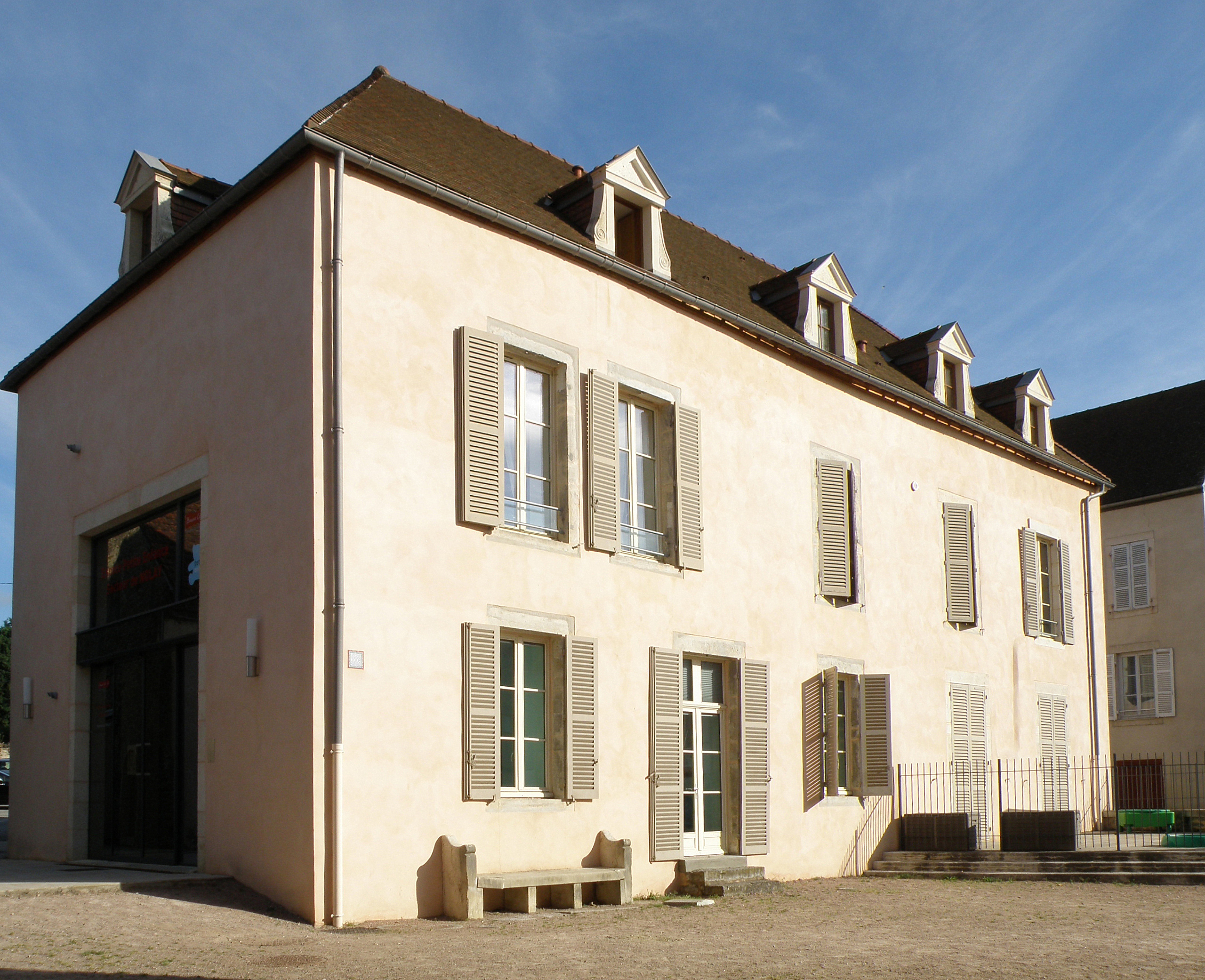
诺莱的一所学校

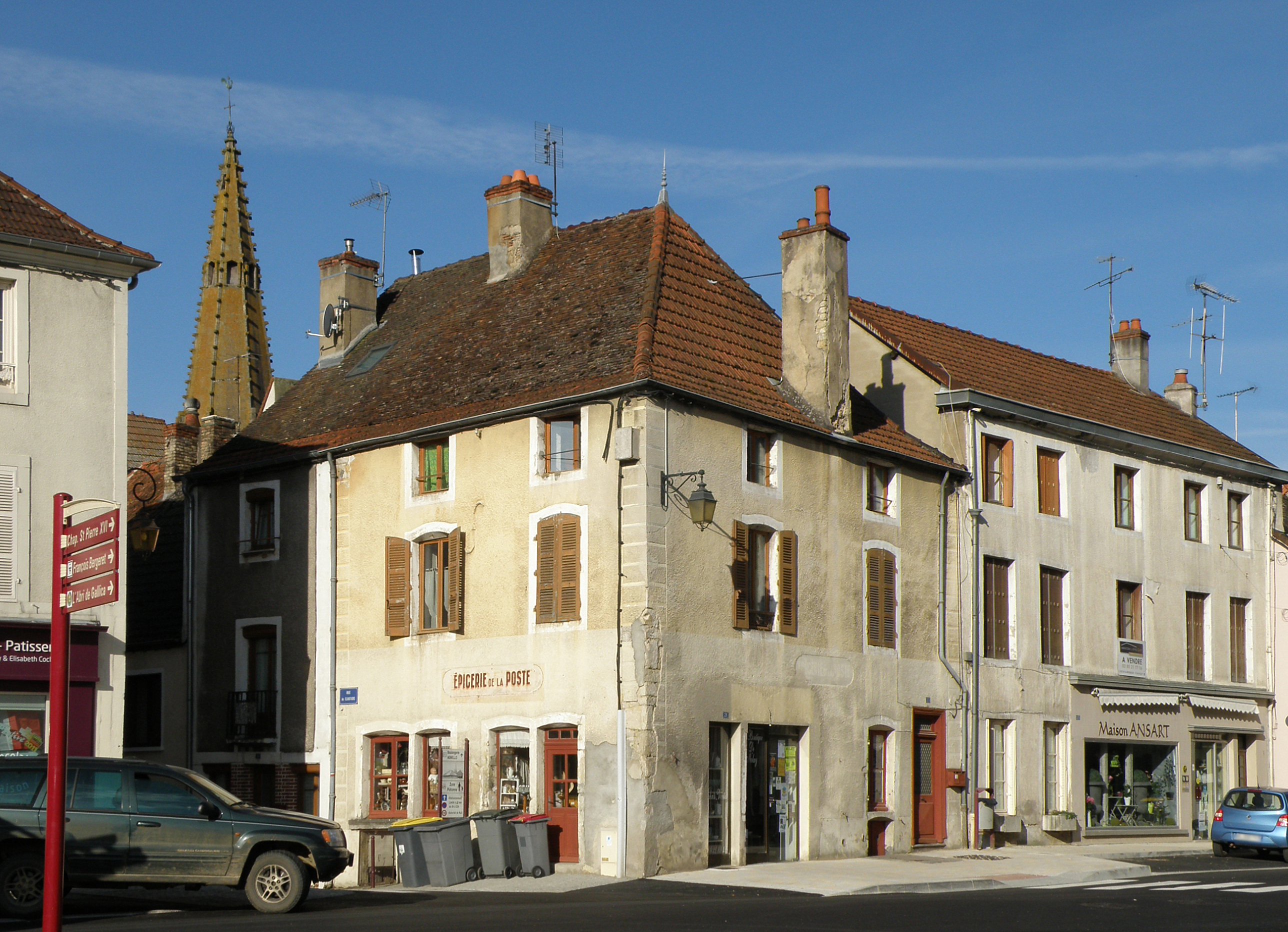
共和国街

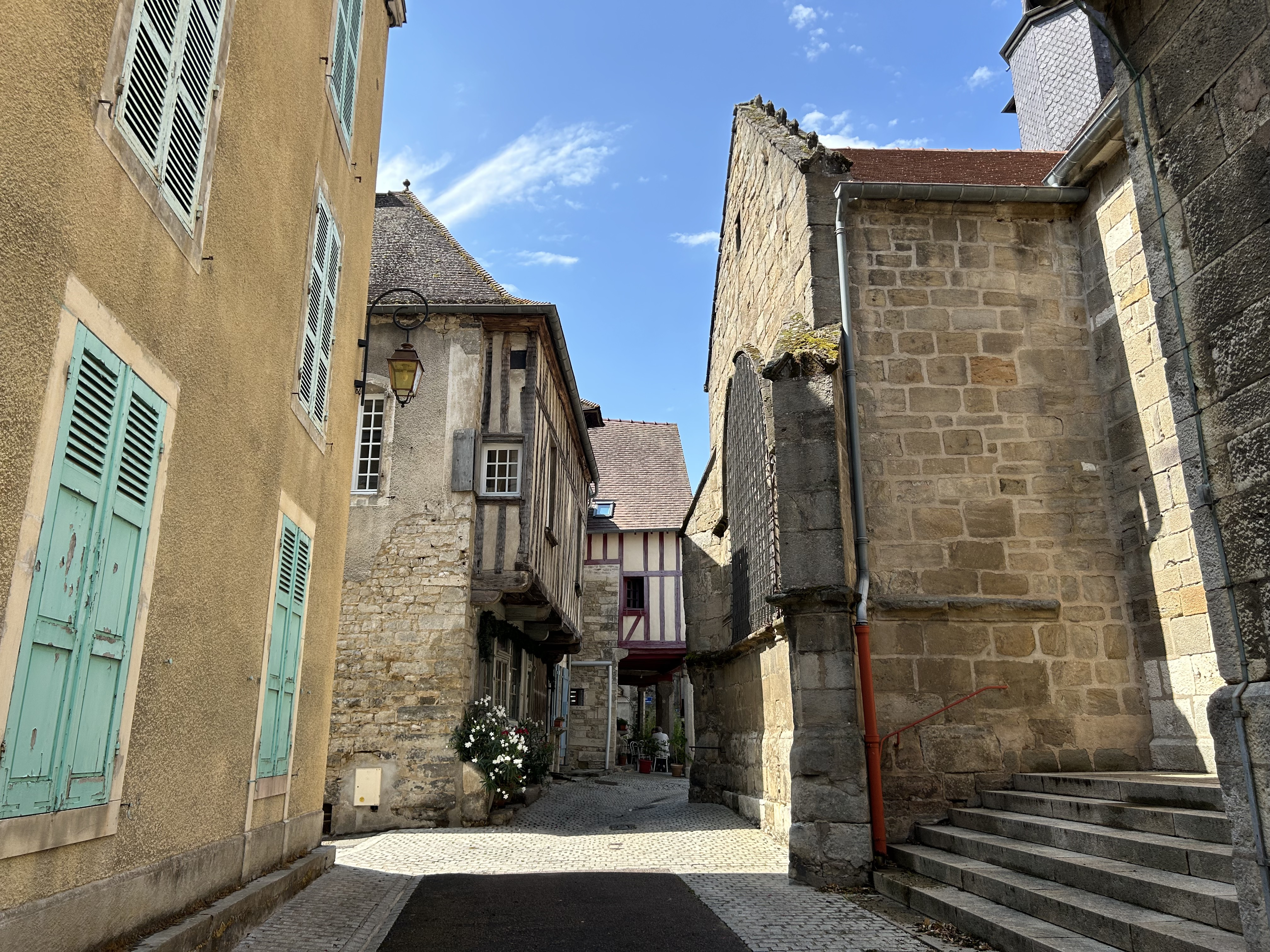
蒙日街

### 教育
诺莱属于第戎学区。截至2021年1月1日，诺莱境内共有1所幼儿园、1所小学和1所初级中学。2021至2022学年度，诺莱境内共有在校中等教育阶段学生173名。

### 医疗
截至2021年1月1日，诺莱境内共有全科医生1名、保健师4名、牙医1名和护士3名。境内共有药房1家、养老院1家、残疾人帮扶中心2家。
距离诺莱最近的区域性医疗机构为好人菲利普中心医院（Centre Hospitalier de Philippe le Bon），其主病区“人民医院”（Hospices Civils）位于博讷市区西北部，距离诺莱市区的正常车程大约27分钟，该院设有床位284个，是当地规模最大的公立综合性医院。

### 住房
2019年，诺莱境内共有各类住房961套，其中80.4%为独立式居民区，18.8%为集中式居民区。常住房屋占诺莱市镇范围内居民建筑总量的65.2%。
在住房保障政策方面，2021年，诺莱境内共有161户家庭获得了住房经济补助，受益人数占总人口数量的11.3%，其中154份为房租补助。

### 商业
2021年，诺莱境内共有各类实体商铺33家，其中餐厅8家、大型超市1家、杂货店1家、面包房2家、肉铺1家、书店1家、装饰品店1家、美容美发店3家、汽车维修店3家。市区西部建有一家bi1便民超市。

### 体育
2021年，诺莱境内共有2间体育馆、3处网球场以及1处足球或橄榄球场。
截至2023年9月，诺莱体育联盟（US Nolay，编号506804）是诺莱境内唯一的一家注册足球俱乐部，该足球队成立于1941年，其主队2023至2024赛季参加科多尔省足球联赛丙组（法国第十一级别），其主场为市政球场（Stade Municipal）。

### 环境
诺莱的环境事务由其所属的博讷城市圈公共社区联合各级政府协调负责。2021年，诺莱境内暂无污染企业。

### 治安
2021年，诺莱市镇范围内有1处宪兵队。
诺莱及其附近的共185个市镇是博讷国家宪兵队（zone gendarmerie de Beaune）的管辖范围。2020年，该宪兵队累计记录各类案件1,897起，其中盗窃类案件937起，经济类案件283起，毒品交易类案件113起。

## 文化
2021年，诺莱境内暂无任何文化设施。诺莱市政府提供市政图书馆，每周三、五及每月的首个周六向公众开放。

### 建筑
诺莱境内有多处历史建筑，其中小麦集市大堂、圣伯多禄小教堂（Chapelle Saint-Pierre de Nolay）等为法国国家文物保护单位，另有圣马丁教堂（Église Saint-Martin de Nolay）为是当地的地标性建筑物。

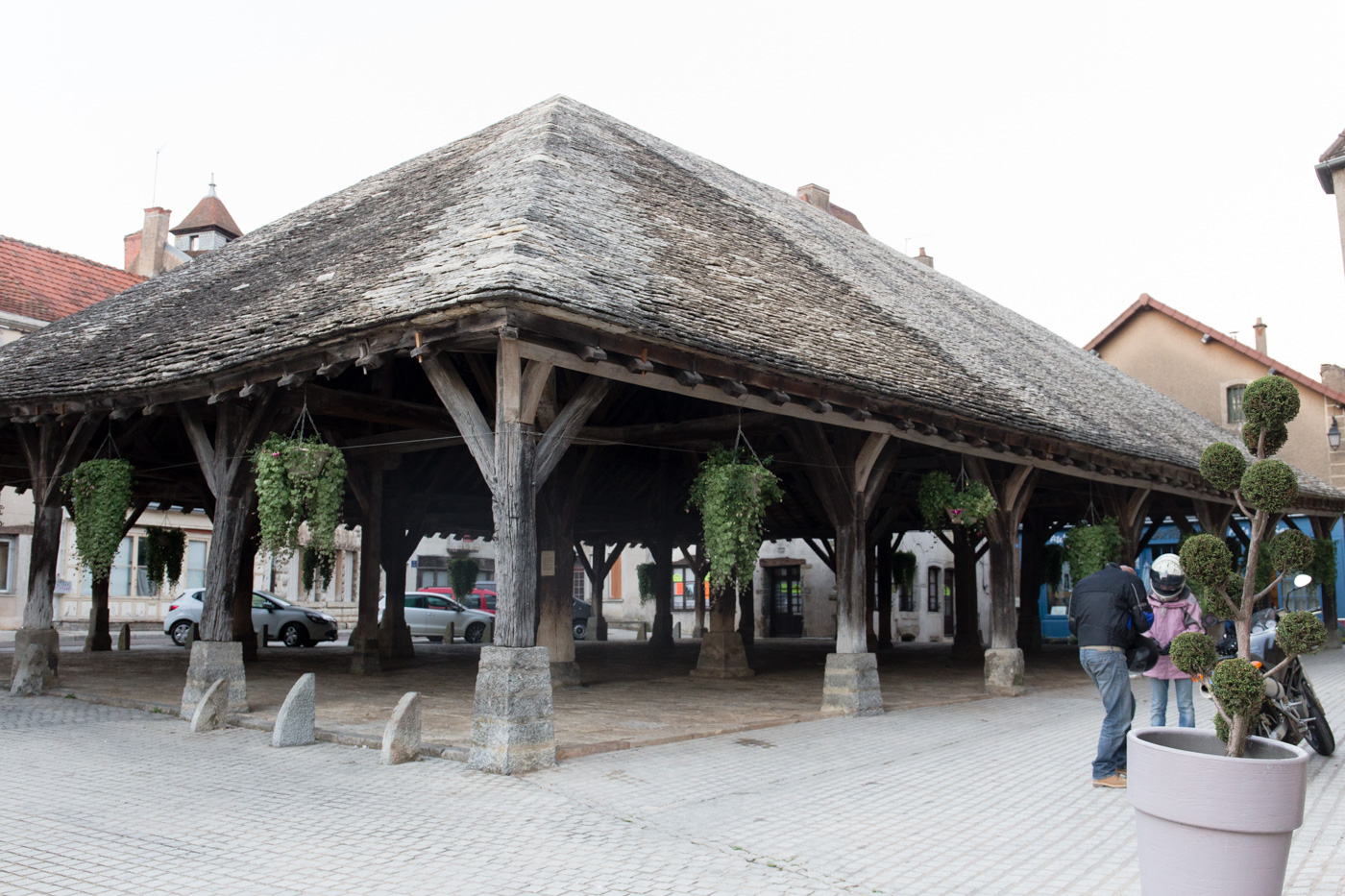
小麦集市大堂（法语：Halle aux grains de Nolay）
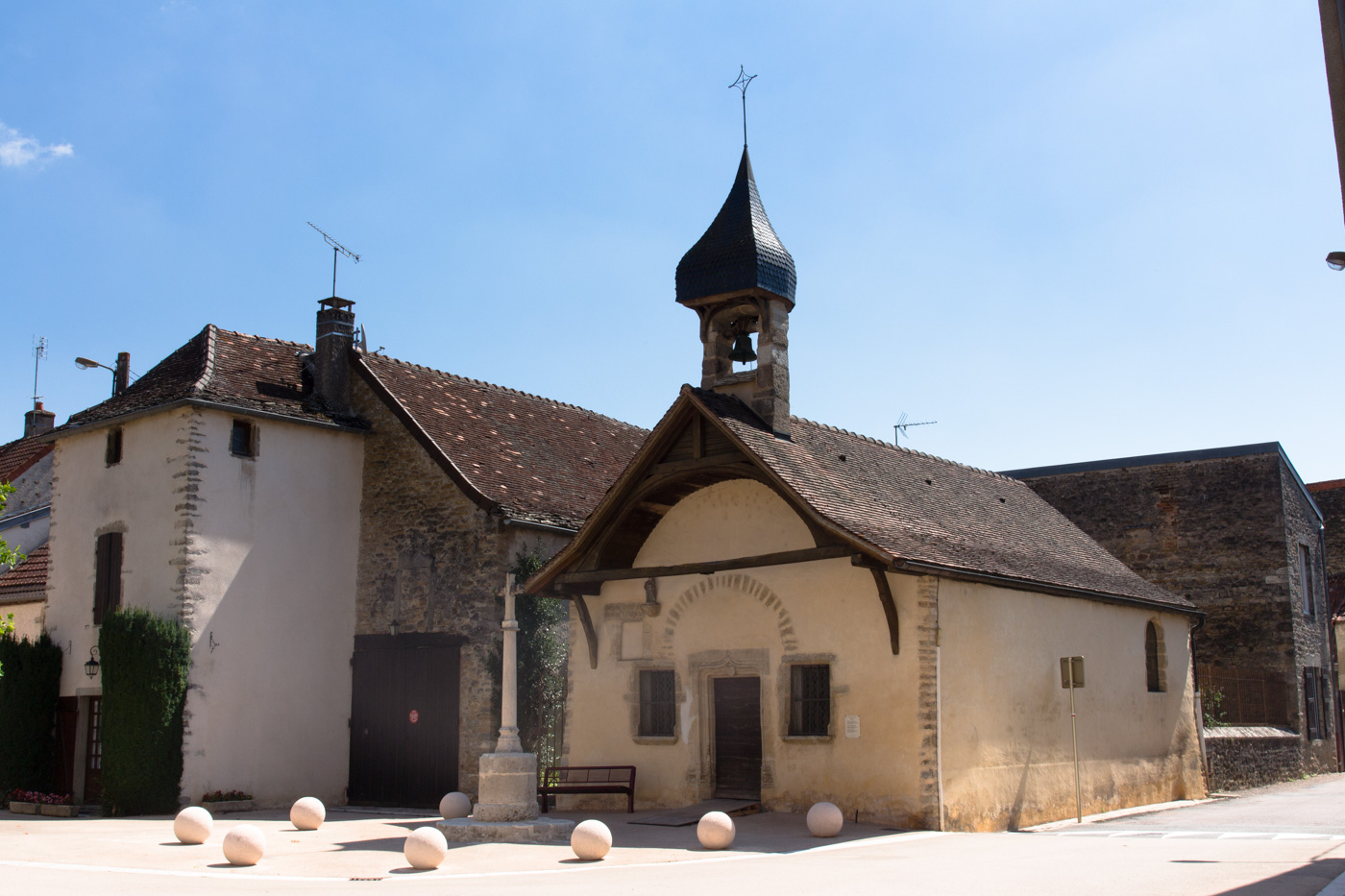
圣伯多禄小教堂
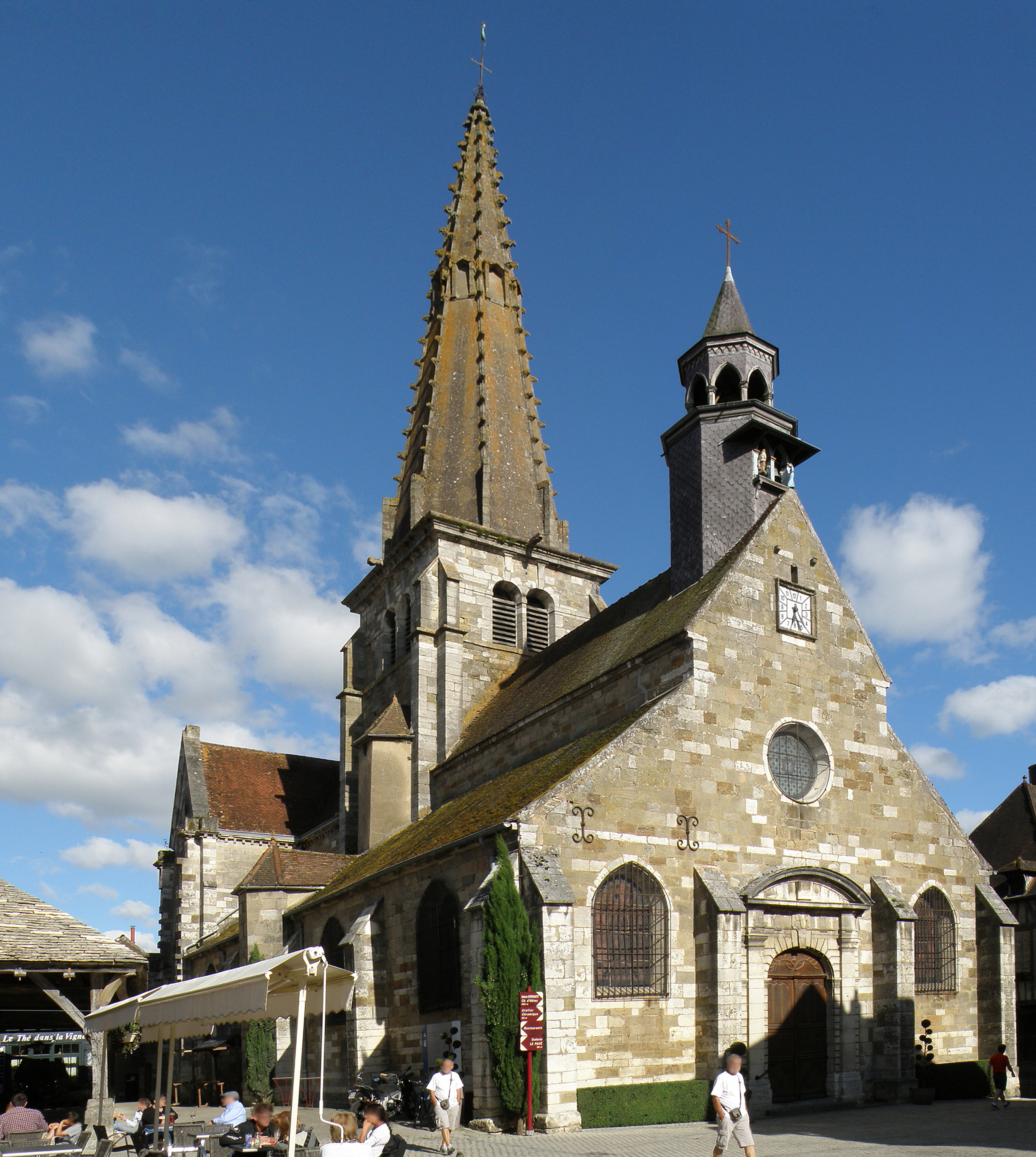
圣马丁教堂
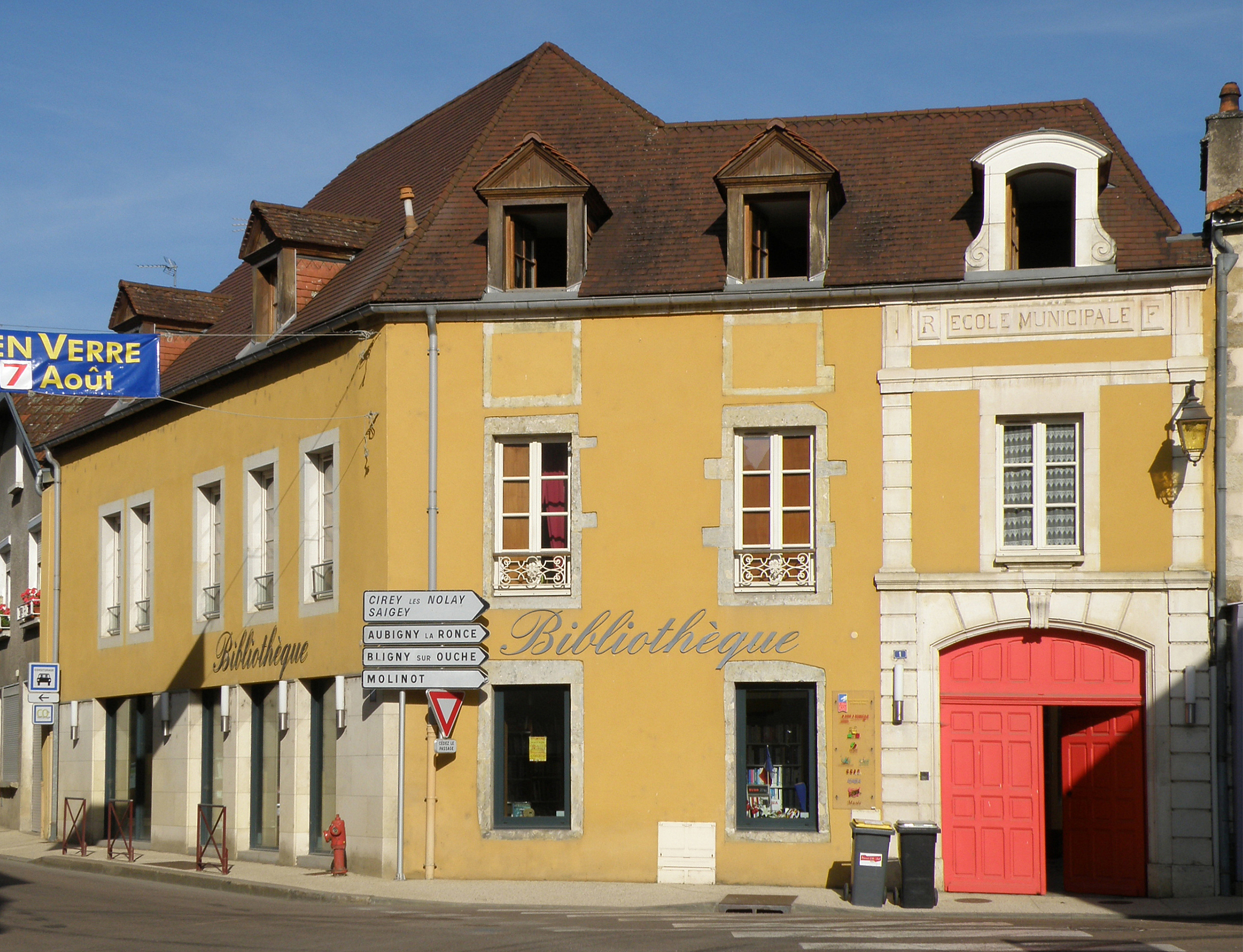
市政图书馆
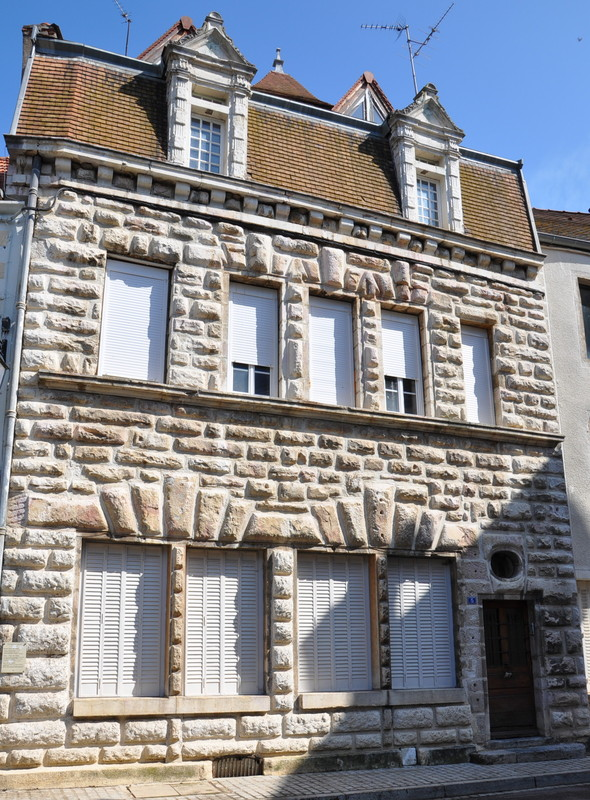
雷蒙楼
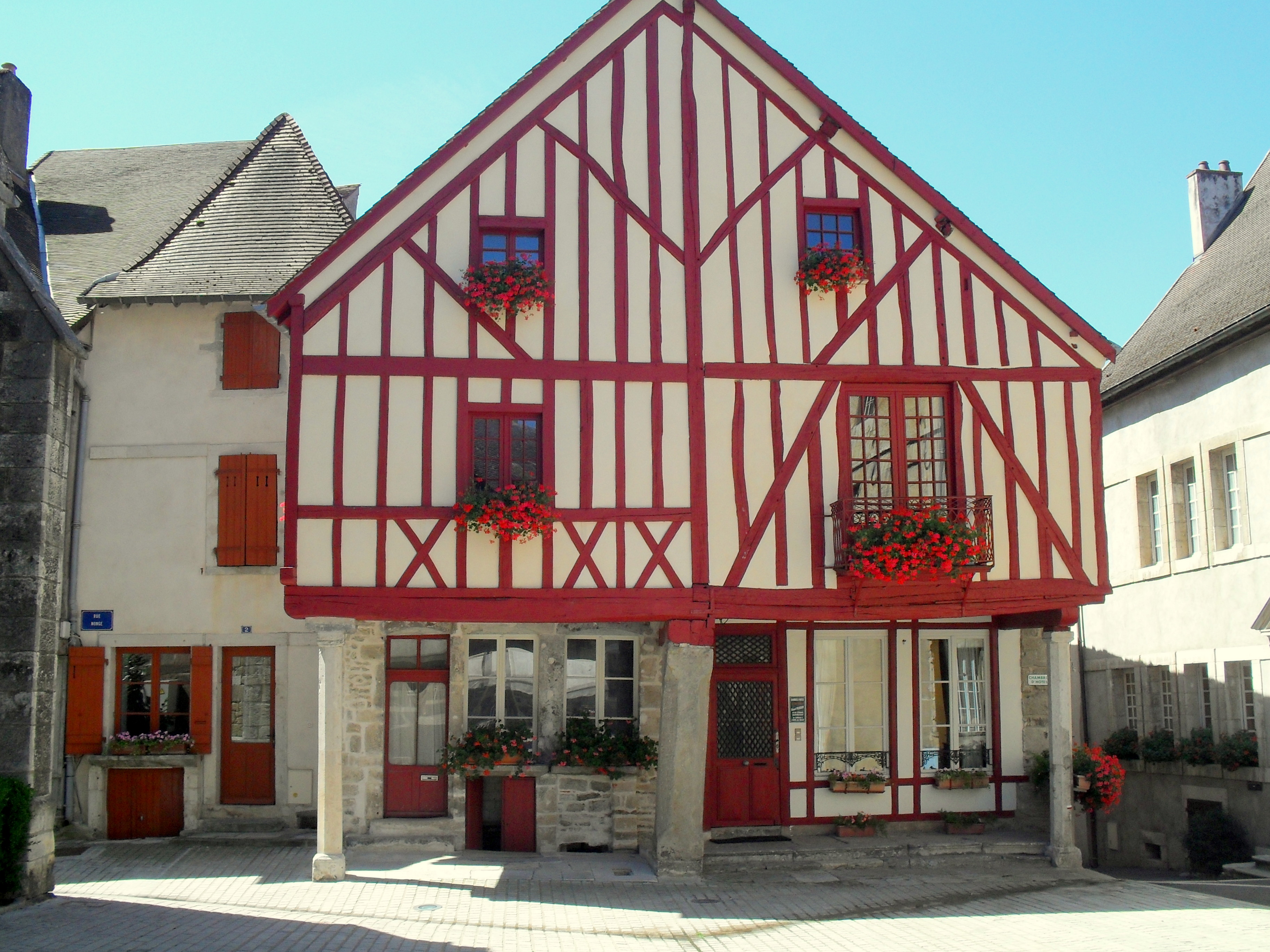
木屋
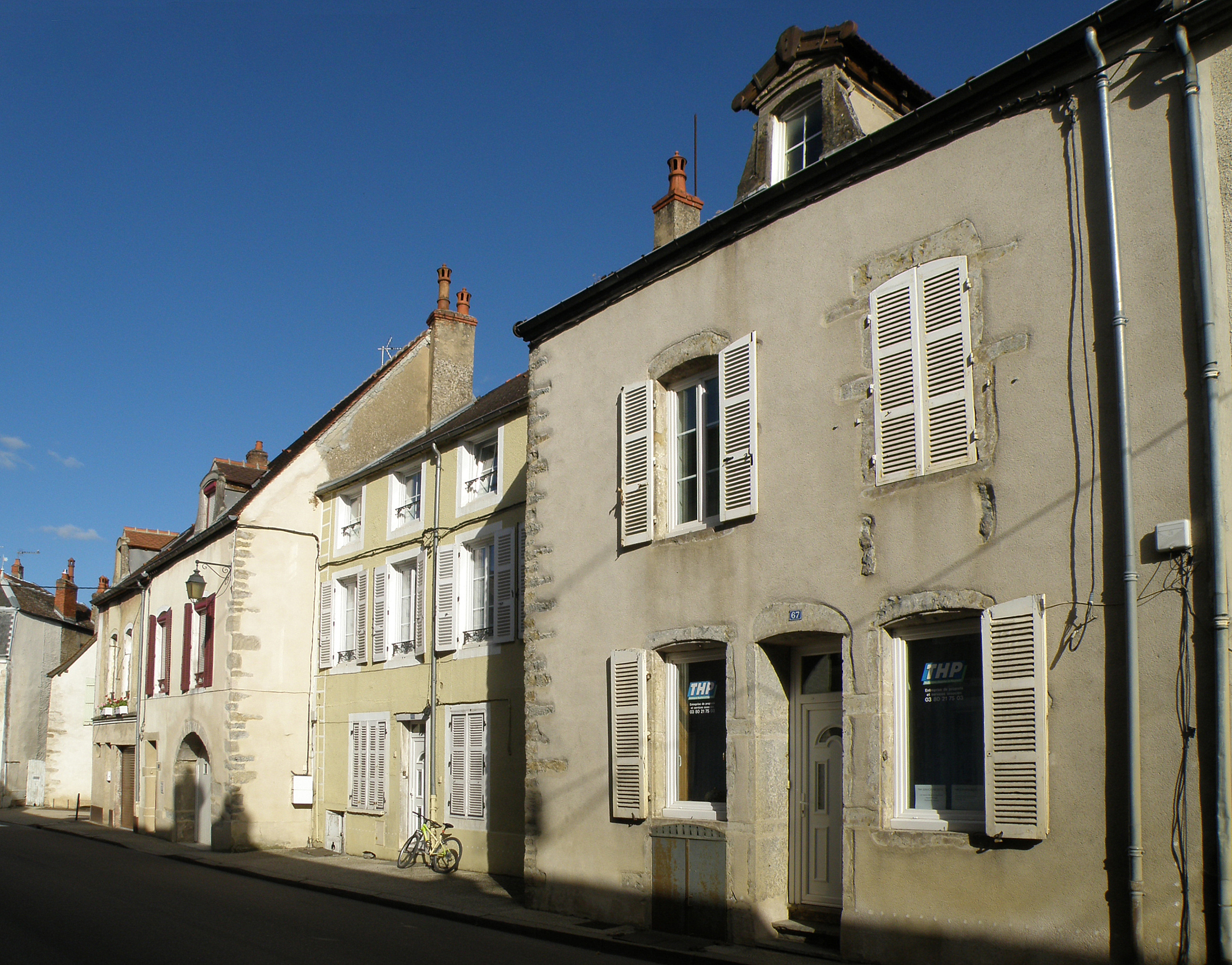
传统民居

### 旅游

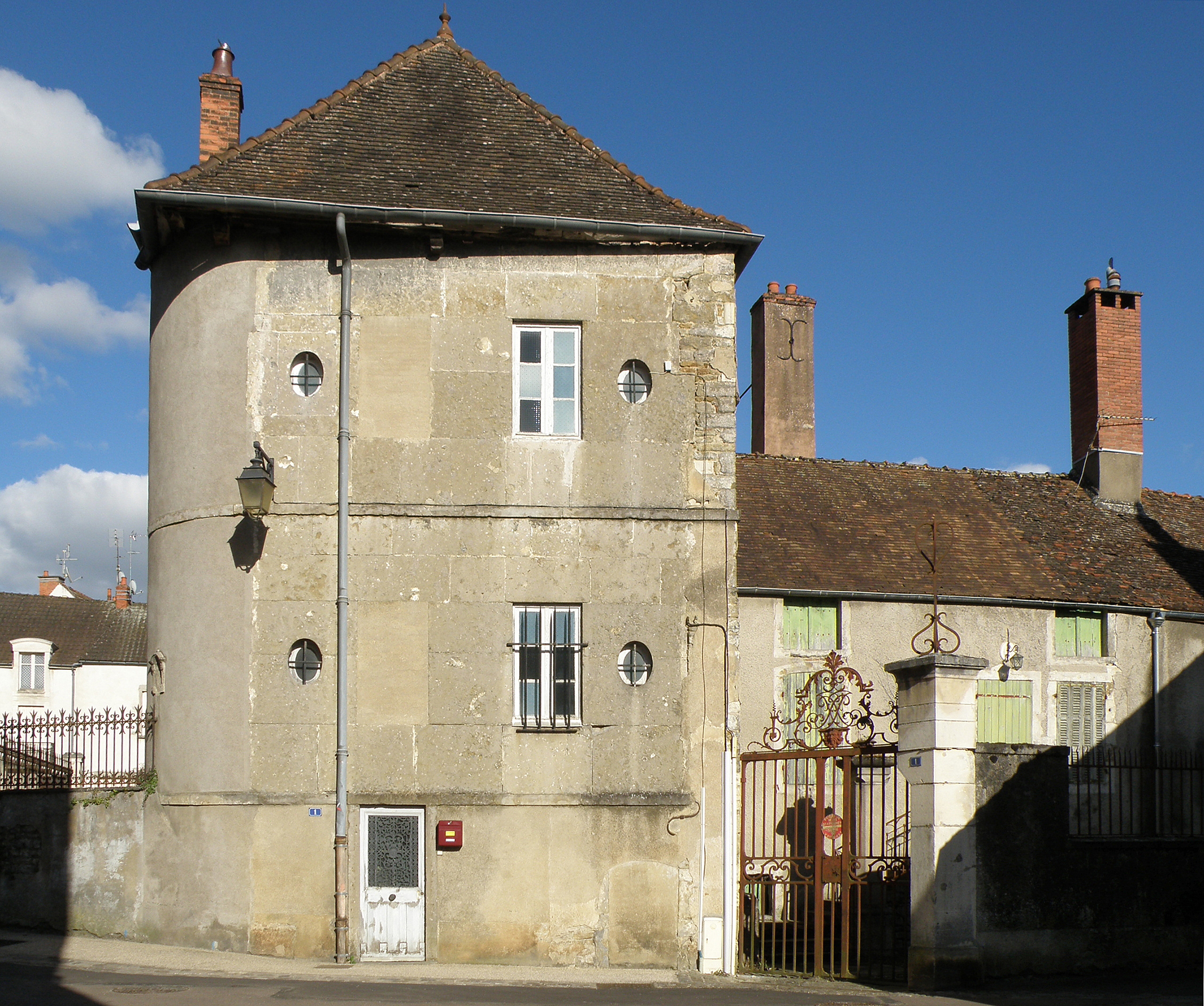
拉扎尔·卡诺旧居

诺莱的旅游事务由其所属的博讷城市圈公共社区负责。2022年，诺莱境内共有1家酒店共计14间房间；另有2个露营地，可容纳共78辆露营车。

### 媒体
法国主要的媒体均可在诺莱接收，法国电视三台下属的勃艮第-弗朗什-孔泰大区频道在部分时段播出诺莱所在科多尔省的地方新闻。《公共财产报》、蓝色法兰西勃艮第广播等是当地主要的地方性媒体。

## 相关人物
法国数学家拉扎尔·卡诺出生于诺莱，当地多处公共设施以其命名。

## 友好城市
截至2023年9月，诺莱共与一座城市建立了友好城市关系：
- 德国 Worms-Pfeddersheim